# 朝鲜管巢蛛
朝鲜管巢蛛（学名：Clubiona coreana）为管巢蛛科管巢蛛属的动物。分布于朝鲜、俄罗斯以及中国大陆的辽宁等地，多见于植物叶包中。该物种的模式产地在朝鲜。